# 黄龙 (足球运动员)
黃龙（1993年1月8日—），是一名中国足球运动员，司职中场。现效力于中超联赛球队天津权健。

## 俱乐部生涯
黃龙2001年进入梅县体校，接受系统的足球训练，2007年上调到梅州青年，担任球队队长，2009年上调到广东青年队。
2011年，黃龙进入广东日之泉开始职业足球生涯，参加中国足球甲级联赛。5月4日，黄龙在2011年中国足协杯第一轮的比赛出场，第一次亮相职业比赛，并帮助广东日之泉客场点球击败青岛中能。 5月14日，在两场足协杯比赛表现出色后，黄龙得到在联赛首发登场的机会。他在比赛86分钟射进职业生涯的首个进球，87分钟又为球队赢得一个点球，最终帮助广东日之泉主场3比1击败湖北中博。 8月6日，他在广东日之泉客场挑战重庆力帆的比赛伤停补时阶段进球，帮助日之泉2比1绝杀对手。 他在2011赛季出场15次，进2球，但立志冲超的广东日之泉仅获得联赛第三，功亏一篑。2012赛季，黄龙得到更多出场的机会，他在20场比赛中打进1球。
2015年转会至中甲天津权健。